# Catió
Catió é uma cidade e sector da Guiné-Bissau, a capital e mais populosa povoação da região de Tombali.
Segundo o censo demográfico de 2009 o sector possuía uma população de 26 999 habitantes, sendo que 4 886 habitantes somente na zona urbana da cidade de Catió, distribuídos numa área territorial de 1 020,1 km².

## História
Catió foi fundada pelos portugueses em 1931.
Posteriormente foi escolhida capital do distrito de Cacine, em substituição a cidade de Cacine. Permaneceu como capital quando o distrito de Cacine tornou-se a região de Tombali.

## Geografia
A cidade e sector são limitados por diversos rios, entre os quais se destacam o Cumbija, Camechade e o Cobade. Entre os canais o destaque é para o do Cabodo.
Ilhas importantes fazem parte do território do sector, entre elas as de Caiar, além de Infada e Colbert.
O sector é composto pela secções Sede, equivalente à cidade de Catió, além das secções de Cufar, Cassacá, Caiar, etc.. Já a cidade de Catió compõe-se dos bairros de Piriame, Amedalai, Fula, Biangha, São Bento, Centro, Gã-Pameira, Balanta, etc..

## Economia
A maior actividade económica do sector é a agricultura de subsistência. Na produção de alimentos há escassos meios de conservação, limitando o aumento da capacidade produtiva.
Nas margens dos rios encontram-se excelentes depósitos de argila para produção de loiça.

## Infraestrutura

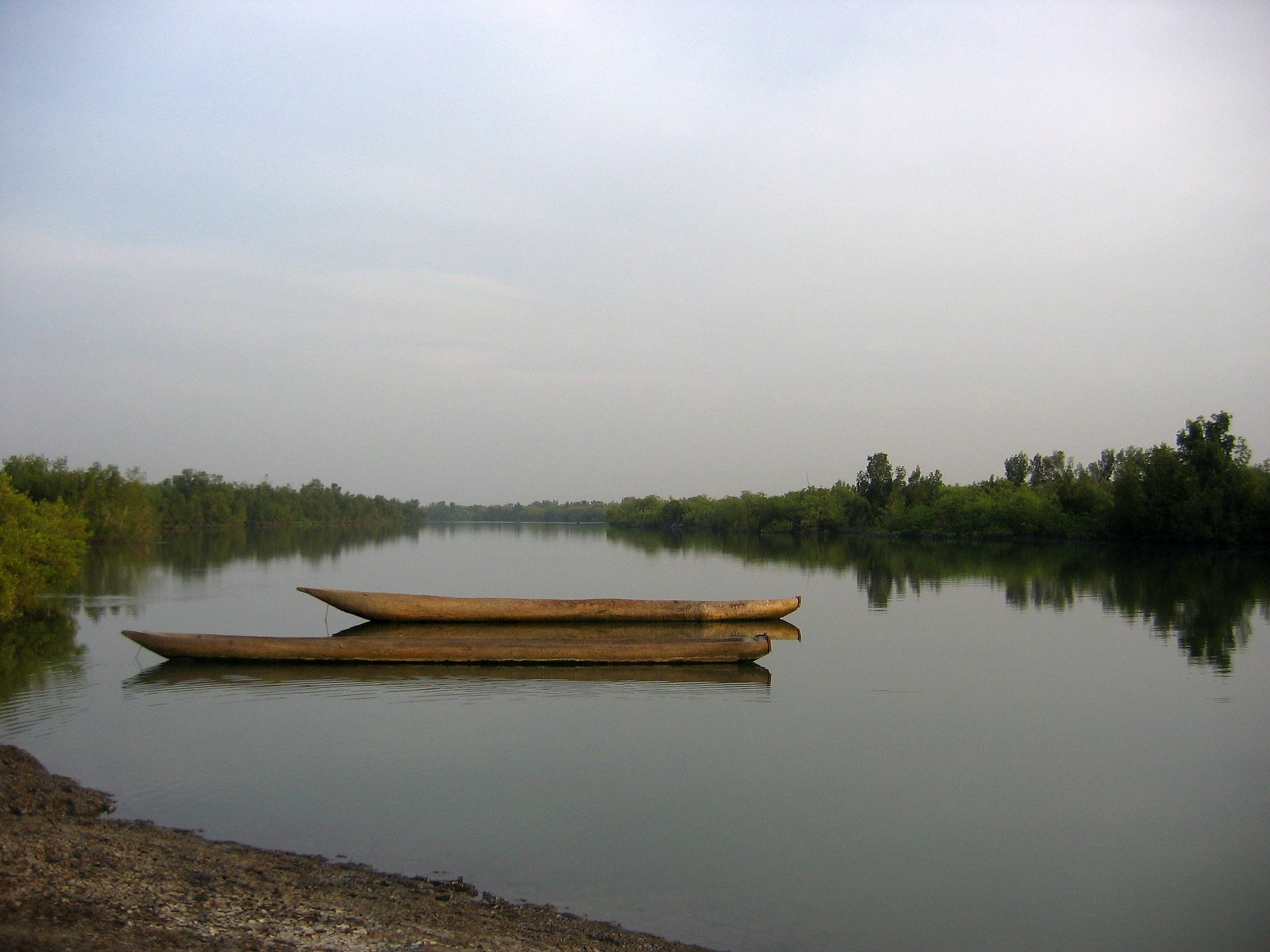
Canoas no rio Cumbija, perto do Catió.

### Comunicações
Em sinal de televisão aberta, existe o canal Televisão da Guiné-Bissau, e; entre as operadoras de rádio, há transmissões da Rádio Educativa Voz Tombali e da Radiodifusão Nacional da Guiné-Bissau. Os serviços postais, de encomendas e de cargas da cidade e do sector são geridos pelos Correios da Guiné-Bissau.

### Transportes
Catió é ligada ao território nacional pela Estrada Regional nº 7 (R7), que a liga à Batambali e Buba, ao nordeste. Outra rodovia importante é a Estrada Local nº 31 (L31), que a liga a vila de Tombali.
Catió também possui um pequeno porto fluvial especializado em embarque e desembarque de mariscos e pescados.

### Educação
A cidade possui um campus-polo da Escola Normal Superior Tchico Té (ENSTT). A ENSTT oferta basicamente licenciaturas.